# Donnie Darko
Donnie Darko (prt/bra: Donnie Darko) é um filme norte-americano de 2001, dos gêneros ficção científica, suspense, romântico e horror, escrito e dirigido pelo estreante Richard Kelly.

## Sinopse
Donnie (Jake Gyllenhaal) é um inteligente jovem de classe média, porém antissocial. Ele tem visões de um coelho monstruoso que o convence a fazer brincadeiras humilhantes com seus colegas. Numa dessas visões, o coelho anuncia o fim do mundo em um mês, e eventos terríveis começam a assombrá-lo.

### Edição do diretor
Muitas interpretações são possíveis sobre a história do filme. Há quem diga que não passa de alucinações ou um sonho do garoto, ou que o final simplesmente não faz sentido. Porém, a edição do diretor, lançada em 2004, dá pistas sobre uma das possíveis interpretações. O site oficial do filme possui cópias de algumas páginas do livro "Filosofia da Viagem no Tempo" que levam a crer que o filme se passa em um Universo Paralelo, em que Donnie é o "receptor vivo" responsável por levar um "artefato" de volta ao Universo Principal. E Frank é um "Manipulado Morto", que guia o receptor a fazer as ações que levam à cadeia de eventos. Do contrário, ambos os universos (e tudo o que existe neles) podem ser destruídos. De acordo com essa interpretação, todos os demais personagens são "manipulados" de maneira a levar Donnie a cumprir seu dever, tornando impossível que ele não o faça.

## Elenco
- Jake Gyllenhaal - Donald "Donnie" Darko
- Drew Barrymore - Karen Pomeroy
- Mary McDonnell - Rose Darko
- Holmes Osborne - Eddie Darko
- Maggie Gyllenhaal - Elizabeth Darko
- Jena Malone - Gretchen Ross
- James Duval - Frank
- Patrick Swayze - Jim Cuningham
- Noah Wyle - Prof. Keneth Monitoff
- Daveigh Chase - Samantha Darko
- Ashley Tisdale - Kim
- Arthur Taxier - Dr. Fisher
- Mark Hoffman - Policial
- David St. James - Bob Garland
- Jazzie Mahannah - Joanie James
- Jolene Purdy - Cherita Chen
- Stuart Stone - Ronald Fisher
- Gary Lundy - Sean Smith
- Alex Greenwald - Seth Devlin
- Seth Rogen - Ricky Danforth

## Premiações
- Indicado

Academy of Science Fiction, Fantasy & Horror Films
Categoria Melhor Lançamento de DVD Edição Especial[carece de fontes?]
Chlotrudis Awards
Categoria Melhor Diretor -  Richard Kelly[carece de fontes?]
Categoria Melhor Filme[carece de fontes?]
Independent Spirit Awards
Categoria Melhor Primeira Direção -  Richard Kelly[carece de fontes?]
Categoria Melhor Primeiro Roteiro -  Richard Kelly[carece de fontes?]
Categoria Best Male Lead -  Jake Gyllenhaal[carece de fontes?]
London Critics Circle Film Awards
Categoria Filme do Ano[carece de fontes?]
Online Film Critics Society Awards
Categoria Melhor Diretor Estreante -  Richard Kelly[carece de fontes?]
Sitges - Catalonian International Film Festival
Categoria Melhor Filme -  Richard Kelly[carece de fontes?]
Sundance Film Festival
Categoria Melhor Drama -  Richard Kelly[carece de fontes?]
- Ganhou

Academy of Science Fiction, Fantasy & Horror Films
Categoria Mostra Jovem Cineasta -  Richard Kelly[carece de fontes?]
Amsterdam Fantastic Film Festival
Categoria Premio Silver Scream Award[carece de fontes?]
Chlotrudis Awards
Categoria Melhor Ator -  Jake Gyllenhaal[carece de fontes?]
Categoria Melhor Script Original -  Richard Kelly[carece de fontes?]
Cinénygma - Luxembourg International Film Festival
Categoria Prêmio do Público[carece de fontes?]
Film Critics Circle of Australia Awards
Categoria Melhor Filme Estrangeiro[carece de fontes?]
Gérardmer Film Festival
Categoria Premiere Award[carece de fontes?]
San Diego Film Critics Society Awards
Categoria Melhor Script Original -  Richard Kelly[carece de fontes?]
Sitges - Catalonian International Film Festival
Categoria Melhor Script -  Richard Kelly[carece de fontes?]
Sweden Fantastic Film Festival
Categoria Prêmio do Público[carece de fontes?]
Toronto Film Critics Association Awards
Categoria Citação Especial[carece de fontes?]

## Trilha Sonora
Todas as músicas foram escritas e executadas por Michael Andrews, exceto "Mad World" (composta por Roland Orzabal (Tears for Fears); gravada por Gary Jules e Michael Andrews).
"Carpathian Ridge" – 1:35
"The Tangent Universe" – 1:50
"The Artifact and Living" – 2:30
"Middlesex Times" – 1:41
"Manipulated Living" – 2:08
"Philosophy of Time Travel" – 2:02
"Liquid Spear Waltz" – 1:32
"Gretchen Ross" – 0:51
"Burn It to the Ground" – 1:58
"Slipping Away" – 1:17
"Rosie Darko" – 1:25
"Cellar Door" – 1:03
"Ensurance Trap" – 3:11
"Waltz in the 4th Dimension" – 2:46
"Time Travel" – 3:01
"Did You Know Him?" – 1:46
"Mad World" (regravação da música original de Tears For Fears) – 3:08
"Mad World (Alternate Mix)" (regravação da música original de Tears For Fears) - 3:37

Coincidindo com o relançamento do filme no Reino Unido, foi lançado uma expansão da trilha sonora, em um segundo disco. Essa edição inclui músicas dos anos 1980, amplamente exploradas no filme.
1. "Never Tear Us Apart" (INXS) – 3:04
2. "Head Over Heels" (Tears for Fears) – 4:16
3. "Under the Milky Way" (The Church) – 4:58
4. "Lucid Memory" (Sam Bauer and Gerard Bauer) – 0:46
5. "Lucid Assembly" (Gerard Bauer and Mike Bauer) – 0:52
6. "Ave Maria" (Vladimir Vavilov e Paul Pritchard) – 2:57
7. "For Whom the Bell Tolls" (Steve Baker e Carmen Daye) – 3:12
8. "Show Me (Part 1)" (Quito Colayco e Tony Hertz) – 2:05
9. "Notorious" (Duran Duran) – 4:00
10. "Stay" (Oingo Boingo) – 3:38
11. "Love Will Tear Us Apart" (Joy Division) – 3:23
12. "The Killing Moon" (Echo & the Bunnymen) – 5:55

Na cena da festa na casa de Donnie Darko também é executada a música "Proud To Be Loud" (Dead Green Mummies).

## Sequência
A sequência do filme, S. Darko, foi lançada em 2009 e tem a trama centrada na irmã mais nova de Donnie, Samanta (Daveigh Chase). Richard Kelly, diretor de Donnie Darko, afirmou que não possui relação com a sequência do filme, a qual recebeu muitas críticas negativas.